# Habromys chinanteco
Habromys chinanteco és una espècie de mamífer rosegador de la família dels cricètids. És endèmic de la Sierra de Juárez (Oaxaca, Mèxic), on viu a altituds d'entre 2.080 i 2.650 msnm. El seu hàbitat natural són les selves nebuloses. Està amenaçat per la desforestació dins el seu àmbit de distribució, que és extremament restringit. El seu nom específic, chinanteco, significa ‘chinantec’ en llatí.